# Annie Riis
Annie Riis, född 29 oktober 1927 i Oslo, död 26 februari 2020, var en norsk författare och översättare. Hon debuterade 1975 med diktsamlingen Satura. Både denna och senare samlingar vittnar om vida litterära intressen som sträcker sig från latinsk satirdiktning till norska folksagor. Riis använder ofta sagofigurer för att illustrera en modern könsrollsproblematik, och gör bruk av äldre litterära former i satiriskt syfte. Av hennes diktsamlingar kan nämnas Mellom høye trær (1979), Himlen er de andre (1982), Runder (1986), Satirens tid (1994), Men den som reiser (1996), Ravlys (1998) och Himmel av stål (2001, Brageprisen).
Med en rad barnböcker, de flesta med illustrationer, bidrog hon till förnyelsen av den norska barnlitteraturen från 1970-talet. Till dessa hör Vet du hva? (1976), Pelle Rask fra Midtskog (1977), Innover i parken (1979), En får ikke gi opp heller (1980), Salt og Pepper (1990) och Tim og Ian fra Timianland (1991).
Riis har dessutom gett ut romanerna Azoras hus (1988) och Fridafrank (1991), samt utfört tolkningar av bland andra Eeva Kilpi (1987), Comte de Lautréamont (1988) och Pierre de Ronsard (1993).